# Convention collective de la production de films d'animation
Définie conjointement par les organisations patronales et de salariés, la Convention collective française de la production de films d’animation est un document qui définit clairement les règles à appliquer en France dans les entreprises qui travaillent dans le domaine de l'animation. Congés, grilles de salaires, formation, responsabilités...